# Championnat de Belgique masculin de basket-ball 2017-2018
Navigation
Saison précédente Saison suivante
| \| Alost Anvers Charleroi Liège Louvain Mons Ostende Bruxelles Willebroek Hasselt \| Géolocalisation des clubs du championnat de Belgique |
| Alost Anvers Charleroi Liège Louvain Mons Ostende Bruxelles Willebroek Hasselt                                                            |

La saison 2017-2018 du championnat de Belgique est le premier niveau du championnat. Il oppose les dix meilleurs clubs de Belgique en un championnat, puis via play-offs qui désignent le champion de Belgique.

## Formule de la compétition
- Saison régulière: Chaque équipe rencontre quatre fois les autres, deux fois dans chacune des villes.
- Play-Offs: Les 8 meilleures équipes à l’issue de la saison régulière de l’EuroMillions Basketball League se qualifient pour les play-offs qui se dérouleront selon le format suivant :
- 1⁄4 finale (best of 3): 1-8, 2-7, 3-6, 4-5

- 1⁄2 finale (best of 3):
  - Gagnant 1-8 est opposé au gagnant 4-5
  - Gagnant 2-7 est opposé au gagnant 3-6

- Finale (best of 5) Le club classé le plus haut a l’avantage du terrain.

## Clubs participants

### Clubs engagés[1]
Légende des couleurs
- Champion en titre
- Vice-champion en titre

| Club                         | Classement 2016-2017 | Entraîneur           | Ville      |
| ---------------------------- | -------------------- | -------------------- | ---------- |
| BC Telenet Ostende           | 1                    | Dario Gjergja        | Ostende    |
| Port of Antwerp Giants       | 2                    | Roel Moors           | Anvers     |
| Basic-Fit Brussels           | 3                    | Laurent Monier       | Bruxelles  |
| Crelan Okapi Aalstar         | 4                    | Jean-Marc Jaumin     | Alost      |
| Proximus Spirou Charleroi    | 5                    | Brian Lynch          | Charleroi  |
| Hubo Limburg United          | 6                    | Ronnie McCollum      | Hasselt    |
| Belfius Mons-Hainaut         | 7                    | Daniel Goethals      | Mons       |
| Kangoeroes Basket Willebroek | 8                    | Damir Milačić        | Willebroek |
| Stella Artois Leuven Bears   | 9                    | Eddy Casteels        | Louvain    |
| betFIRST Liège Basket        | 10                   | Laurent Costantiello | Liège      |

### Salles
| Alost              | Anvers             | Bruxelles                      | Charleroi        |
| ------------------ | ------------------ | ------------------------------ | ---------------- |
| Generali Forum     | Lotto Arena        | Complexe de Neder-Over-Hembeek | RTL Spiroudome   |
| Capacité : 2 800   | Capacité : 5 218   | Capacité : 1 200               | Capacité : 6 300 |
|                    |                    |                                |                  |
| Hasselt            | Liège              | Louvain                        | Mons             |
| Sporthal Alverberg | Country Hall       | SportOase                      | Mons Arena       |
| Capacité : 1 730   | Capacité : 5 500   | Capacité : 3 500               | Capacité : 3 700 |
|                    |                    |                                |                  |
| Ostende            | Willebroek         |                                |                  |
| Sleuyter Arena     | Sporthal de Schalk |                                |                  |
| Capacité : 5 000   | Capacité : 1 000   |                                |                  |
|                    |                    |                                |                  |

## Saison régulière

### Classement
| Rang | Équipe                       | %  | J  | G  | P  | Pp   | Pc   | GA   |
| ---- | ---------------------------- | -- | -- | -- | -- | ---- | ---- | ---- |
| 1    | BC Telenet Ostende T C       | 81 | 36 | 29 | 7  | 2969 | 2470 | 499  |
| 2    | Telenet Giants Antwerp       | 75 | 36 | 27 | 9  | 2911 | 2618 | 293  |
| 3    | Proximus Spirou Charleroi    | 69 | 36 | 25 | 11 | 2954 | 2783 | 171  |
| 4    | Crelan Okapi Aalstar         | 64 | 36 | 23 | 13 | 2898 | 2708 | 190  |
| 5    | Belfius Mons-Hainaut         | 56 | 36 | 20 | 16 | 2870 | 2886 | -16  |
| 6    | Hubo Limburg United          | 44 | 36 | 16 | 20 | 2889 | 2903 | -14  |
| 7    | Kangoeroes Basket Willebroek | 36 | 36 | 13 | 23 | 2826 | 3111 | -285 |
| 8    | Basic-Fit Brussels F         | 33 | 36 | 12 | 24 | 2637 | 2812 | -175 |
| 9    | betFIRST Liège Basket        | 22 | 36 | 8  | 28 | 2970 | 3217 | -247 |
| 10   | Stella Artois Leuven Bears   | 19 | 36 | 7  | 29 | 2628 | 3044 | -416 |

| Légende :                                       |   |
| - Qualification pour les playoffs               |   |
| T : Tenant du titre                             |   |
| F : Finaliste d´ EMBL 2016-2017                 |   |
| C : Vainqueur de la Coupe de Belgique 2016-2017 | 0 |

## Matches
| Résultats (dom.\ext.)                                              | AAL | BCO | WIL | CHA | LIE | LEU | MON | BRU | ANT | LIM |
| Crelan Okapi Aalstar                                               |     | -   | -   | -   | -   | -   | -   | -   | -   | -   |
| BC Telenet Ostende                                                 | -   |     | -   | -   | -   | -   | -   | -   | -   | -   |
| Kangoeroes Basket Willebroek                                       | -   | -   |     | -   | -   | -   | -   | -   | -   | -   |
| Proximus Spirou Charleroi                                          | -   | -   | -   |     | -   | -   | -   | -   | -   | -   |
| betFIRST Liège Basket                                              | -   | -   | -   | -   |     | -   | -   | -   | -   | -   |
| Stella Artois Leuven Bears                                         | -   | -   | -   | -   | -   |     | -   | -   | -   | -   |
| Belfius Mons-Hainaut                                               | -   | -   | -   | -   | -   | -   |     | -   | -   | -   |
| Basic-Fit Brussels                                                 | -   | -   | -   | -   | -   | -   | -   |     | -   | -   |
| Telenet Giants Antwerp                                             | -   | -   | -   | -   | -   | -   | -   | -   |     | -   |
| Hubo Limburg United                                                | -   | -   | -   | -   | -   | -   | -   | -   | -   |     |
| - Victoire à domicile - Victoire à l'extérieur - Match non disputé |     |     |     |     |     |     |     |     |     |     |

## Play-Offs
|  | Quarts de finale             | Quarts de finale             | Quarts de finale       | Quarts de finale       |                        |                        | Demi-finales | Demi-finales | Demi-finales | Demi-finales |  |  | Finale | Finale | Finale | Finale |
|  |                              |                              |                        |                        |                        |                        |              |              |              |              |  |  |        |        |        |        |
|  |                              |                              |                        |                        |                        |                        |              |              |              |              |  |  |        |        |        |        |
|  |                              |                              |                        |                        |                        |                        |              |              |              |              |  |  |        |        |        |        |
|  | BC Oostende                  | BC Oostende                  | 2                      | 2                      |                        |                        |              |              |              |              |  |  |        |        |        |        |
|  | BC Oostende                  | BC Oostende                  | 2                      | 2                      |                        |                        |              |              |              |              |  |  |        |        |        |        |
|  | Basic-Fit Brussels           | Basic-Fit Brussels           | 0                      | 0                      |                        |                        |              |              |              |              |  |  |        |        |        |        |
|  | Basic-Fit Brussels           | Basic-Fit Brussels           | 0                      | 0                      | BC Oostende            | BC Oostende            | 2            | 2            |              |              |  |  |        |        |        |        |
|  |                              |                              |                        |                        | BC Oostende            | BC Oostende            | 2            | 2            |              |              |  |  |        |        |        |        |
|  |                              |                              | Crelan Okapi Aalstar   | Crelan Okapi Aalstar   | 0                      | 0                      |              |              |              |              |  |  |        |        |        |        |
|  | Telenet Giants Antwerp       | Telenet Giants Antwerp       | Crelan Okapi Aalstar   | Crelan Okapi Aalstar   | 0                      | 0                      | 2            | 2            |              |              |  |  |        |        |        |        |
|  | Telenet Giants Antwerp       | Telenet Giants Antwerp       |                        |                        |                        |                        |              | 2            |              |              |  |  |        |        |        |        |
|  | Kangoeroes Basket Willebreok | Kangoeroes Basket Willebreok | 0                      | 0                      |                        |                        |              |              |              |              |  |  |        |        |        |        |
|  | Kangoeroes Basket Willebreok | Kangoeroes Basket Willebreok | 0                      | 0                      | BC Oostende            | BC Oostende            | 3            | 3            |              |              |  |  |        |        |        |        |
|  |                              |                              |                        |                        | BC Oostende            | BC Oostende            | 3            | 3            |              |              |  |  |        |        |        |        |
|  |                              |                              | Telenet Giants Antwerp | Telenet Giants Antwerp | 0                      | 0                      |              |              |              |              |  |  |        |        |        |        |
|  | Proximus Spirou              | Proximus Spirou              | Telenet Giants Antwerp | Telenet Giants Antwerp | 0                      | 0                      | 2            | 2            |              |              |  |  |        |        |        |        |
|  | Proximus Spirou              | Proximus Spirou              |                        |                        |                        |                        |              |              |              |              |  |  |        |        |        |        |
|  | Hubo Limburg United          | Hubo Limburg United          | 0                      | 0                      |                        |                        |              |              |              |              |  |  |        |        |        |        |
|  | Hubo Limburg United          | Hubo Limburg United          | 0                      | 0                      | Telenet Giants Antwerp | Telenet Giants Antwerp | 2            | 2            |              |              |  |  |        |        |        |        |
|  |                              |                              |                        |                        | Telenet Giants Antwerp | Telenet Giants Antwerp | 2            | 2            |              |              |  |  |        |        |        |        |
|  |                              |                              | Spirou Basket          | Spirou Basket          | 0                      | 0                      |              |              |              |              |  |  |        |        |        |        |
|  | Crelan Okapi Aalstar         | Crelan Okapi Aalstar         | Spirou Basket          | Spirou Basket          | 0                      | 0                      | 2            | 2            |              |              |  |  |        |        |        |        |
|  | Crelan Okapi Aalstar         | Crelan Okapi Aalstar         |                        |                        |                        |                        |              | 2            |              |              |  |  |        |        |        |        |
|  | Belfius Mons-Hainaut         | Belfius Mons-Hainaut         | 1                      | 1                      |                        |                        |              |              |              |              |  |  |        |        |        |        |
|  | Belfius Mons-Hainaut         | Belfius Mons-Hainaut         | 1                      | 1                      |                        |                        |              |              |              |              |  |  |        |        |        |        |
|  |                              |                              |                        |                        |                        |                        |              |              |              |              |  |  |        |        |        |        |

## Récompenses individuelles

### Belgian Basketball Awards
Meilleur joueur (MVP)
- Jean Salumu (BC Oostende)

Meilleur entraîneur
- Dario Gjergja (BC Oostende)

Meilleur joueur belge
- Jean Salumu (BC Oostende)

### MVPs par journée de la saison régulière
| Journée             | Joueur                       | Équipe                       | Évaluation |
| ------------------- | ---------------------------- | ---------------------------- | ---------- |
| 1                   |                              |                              |            |
| 2                   |                              |                              |            |
| 3                   | Seth Tuttle (1/3)            | Spirou Basket (1/6)          | 25         |
| 4                   | Dusan Djordjevic (1/2)       | BC Oostende (1/3)            | 33         |
| 5                   | Tyler Larson (1/2)           | Voo Liège Basket (1/2)       | 33         |
| 6                   | Hans Vanwijn (1/1)           | Telenet Giants Antwerp (1/3) | 47         |
| 7                   | Delano Demps III (1/1)       | Belfius Mons-Hainaut (1/5)   | 31         |
| 8                   | Iona Tofi (1/1)              | Crelan Okapi Aalstar (1/3)   | 31         |
| 9                   | Tyler Larson (2/2)           | Voo Liège Basket (2/2)       | 37         |
| 10                  | Kenyon McNeail (1/2)         | Kangoeroes Willebroek (1/3)  | 39         |
| 11                  | Tonye Jekiri (1/1)           | BC Oostende (2/3)            | 30         |
| 12                  |                              |                              |            |
| 13                  |                              |                              |            |
| 14                  | Seth Tuttle (2/3)            | Spirou Basket (2/6)          | 36         |
| 15                  | Scott Thomas (1/1)           | Spirou Basket (3/6)          | 36         |
| 16                  | Olivier Troisfontaines (1/2) | Crelan Okapi Aalstar (2/3)   | 31         |
| 17                  |                              |                              |            |
| 18                  | Dusan Djordjevic (2/2)       | BC Oostende (3/3)            | 39         |
| 19                  | Khaliq Spicer (1/1)          | Hubo Limburg United (1/2)    | 28         |
| 20                  | Chris Jones (1/2)            | Belfius Mons-Hainaut (2/5)   | 31         |
| 21                  | Kingsley Moses (1/2)         | Telenet Giants Antwerp (2/3) | 31         |
| 22                  | Jack Gibbs (1/1)             | Spirou Basket (4/6)          | 35         |
| 23                  | Idris Lasisi (1/1)           | Belfius Mons-Hainaut (3/5)   | 30         |
| 24                  | Seth Tuttle (3/3)            | Spirou Basket (5/6)          | 34         |
| 25                  | Cameron Rundles (1/1)        | Leuven Bears (1/1)           | 34         |
| 26                  | Mike Smith (1/1)             | Basic-Fit Brussels (1/4)     | 36         |
| 27                  | Jermey Simmons (1/1)         | Basic-Fit Brussels (2/4)     | 31         |
| 28                  | Alexandre Libert (1/1)       | Spirou Basket (6/6)          | 38         |
| 29                  | Kwan Cheatham (1/1)          | Kangoeroes Willebroek (2/3)  | 38         |
| 30                  | Kingsley Moses (2/2)         | Telenet Giants Antwerp (3/3) | 36         |
| 31                  | Olivier Troisfontaines (2/2) | Crelan Okapi Aalstar (3/3)   | 28         |
| 32                  | Kenyon McNeail (2/2)         | Kangoeroes Willebroek (3/3)  | 29         |
| 33                  | Brandon Peterson (1/2)       | Basic-Fit Brussels (3/4)     | 37         |
| 34                  |                              |                              |            |
| 35                  | Joseph Rahon (1/1)           | Hubo Limburg United (2/2)    | 34         |
| 36                  | Brandon Peterson (2/2)       | Basic-Fit Brussels (4/4)     | 32         |
| Playoffs 1/4 Game 1 | Garlon Green (1/1)           | Belfius Mons-Hainaut (4/5)   | 32         |
| Playoffs 1/4 Game 2 | Chris Jones (2/2)            | Belfius Mons-Hainaut (5/5)   | 32         |

## Clubs engagés en Coupe d'Europe

### Ligue des Champions[2]
| Équipe     | Saison régulière | Saison régulière | Playoffs                                      | Playoffs                                      | Bilan général  |
| Équipe     | Résultat         | Vic-Déf (%Vic)   | Stade                                         | Vic-Nul-Déf (%Vic)                            | Vic-Déf (%Vic) |
| ---------- | ---------------- | ---------------- | --------------------------------------------- | --------------------------------------------- | -------------- |
| BC Ostende | 6e du groupe D   | 6-8 (33.3)       | Reversé en playoffs de la Coupe d'Europe FIBA | Reversé en playoffs de la Coupe d'Europe FIBA | 6-8 (33.3)     |

### Coupe d'Europe FIBA[3]
| Équipe                 | Saison régulière Premier tour          | Saison régulière Premier tour          | Saison régulière Second tour           | Saison régulière Second tour           | Playoffs           | Playoffs       | Bilan général  |
| Équipe                 | Résultat                               | Vic-Déf (%Vic)                         | Résultat                               | Vic-Déf (%Vic)                         | Stade              | Vic-Déf (%Vic) | Vic-Déf (%Vic) |
| ---------------------- | -------------------------------------- | -------------------------------------- | -------------------------------------- | -------------------------------------- | ------------------ | -------------- | -------------- |
| Proximus Spirou        | 3e du groupe F                         | 3-3 (50.0)                             | Éliminé                                | Éliminé                                | Éliminé            | Éliminé        | 3-3 (50.0)     |
| Basic-Fit Brussels     | 3e du groupe D                         | 2-4 (33.3)                             | Éliminé                                | Éliminé                                | Éliminé            | Éliminé        | 2-4 (33.3)     |
| Telenet Giants Antwerp | 3e du groupe A                         | 3-3 (50.0)                             | Éliminé                                | Éliminé                                | Éliminé            | Éliminé        | 3-3 (50.0)     |
| Belfius Mons-Hainaut   | 2e du groupe G                         | 3-3 (50.0)                             | 4e du groupe L                         | 2-4 (33.3)                             | Éliminé            | Éliminé        | 5-7 (41,6)     |
| BC Oostende            | Directement qualifié pour les Playoffs | Directement qualifié pour les Playoffs | Directement qualifié pour les Playoffs | Directement qualifié pour les Playoffs | Huitième de Finale | 1-1 (50.0)     | 1-1 (50.0)     |